# Agathosma recurvifolia
Agathosma recurvifolia är en vinruteväxtart som beskrevs av Otto Wilhelm Sonder. Agathosma recurvifolia ingår i släktet Agathosma och familjen vinruteväxter. Inga underarter finns listade i Catalogue of Life.